# Tapsi Hapsi – Az 1001 nyúl meséje
A Tapsi Hapsi – Az 1001 nyúlmeséje vagy Tapsi Hapsi 3. filmje – 1001 nyuszimese (eredeti cím: Bugs Bunny's 3rd Movie: 1001 Rabbit Tales) 1982-ben bemutatott amerikai rajzfilm, amelynek rendezője és producere Friz Freleng. Az animációs játékfilm forgatókönyvét John W. Dunn, David Detiege és Friz Freleng írták. A zenéjét Robert J. Walsh szerezte. A mozifilm a Warner Bros. Animation gyártásában készült, a Warner Bros. forgalmazásában jelent meg. A magyar változatot a Fórum Home Entertainment Hungary forgalmazta. Műfaja kalandos filmvígjáték.
Amerikában 1982. november 19-én mutatták be a mozikban. Magyarországon két szinkronos változat is készült belőle, amelyekből az elsőt 1992. szeptember 9-én az HBO-n vetítették le a televízióban, a másodikat 2006. március 6-án adták ki VHS-en és DVD-n.

## Cselekmény
Tapsi Hapsi egy fontos útra indul. Közben Dodó felszáll és elindul délre, a társai után. Útközben viharba kerül, egy hógörgeteg zúdul rá, és Cucu Malac házánál köt ki. Oda fészkeli be magát, egy kitömött kacsa helyére. Cézár, a kutya gyanút fog, hogy egy élő kacsa van a kitömött helyén. Dodó Kacsa a hűtőszekrényből akar néhány finomságot enni. Egy darabig túljár a kutya eszén. Cucu Malac sem jön rá a csalásra. Cézár összekeveri a kitömött kacsát Dodó kacsával, egy trükkös mozgás következtében, ezért a kitömöttet cincálja meg helyette. Cucu Malac is összetéveszti a kettőt, ezért Dodó Kacsát tömi ki újból. Dodó tárai is arra tartanak éppen megpillantják társukat és csatlakoznak a házhoz. Dodó leleplezi magát, hogy nem a kitömött, hanem egy élő és elárulja a befészkelésüket. Cucu Malac ezt észre is veszi, és kikergeti az összes kacsát a házából. Repülnek tovább délre, és Dodó is utánuk siet.
Tapsi Hapsi egy dzsungelben ás a föld alatt. Kiássa magát egy tisztáson, és leül tüzet rakni. Éppen arra jár egy gólya, aki elveszít munka közben egy gorillagyereket, amikor leszáll. Egy kis alkoholt fogyaszt, és ekkor látja meg, hogy eltűnt a szállítmánya. Keresi, nehogy elbocsátsák. Mivel kissé berúgott, tévedésből Tapsi Hapsit összekeveri a gorillagyerekkel, és elviszi helyette a majmoknak, akik persze rájönnek, hogy nyúlgyereket hozott a gólya. A gorillamama így is örül a gyereküknek, de a papának ez nem tetszik, és el akarja űzni a háztól. De a mama ezt féken tartja. A papa ezért haragos, s ráadásul még a nyúlgyereket is fel kell nevelni. A gólya közben megtalálja az igazi gorillacsemetét, és ekkor Tapsi Hapsi ijedtében elmenekül. A papa is elkergetné, de már csak a hűlt helyét találja.
Dodó repül délre a társaival, de útközben már nagyon elfárad, és mint egy repülő úgy landol le egy farmon. Elmer, a vadász rátalál két vadászkutyával. Dodó menekül, és a kutyák utána erednek. Dodó beleugrik egy üregbe, ahol összetalálkozik Tapsi Hapsival. Együtt elindulnak a föld alatt, és egy kincses barlangba jutnak. Dodó követeli a kincset, mert először látta meg. A barlangőr ezt észreveszi, és végezni akar Dodóval. Tapsi Hapsi megmenti Dodót. Egy szultán jelmezt vesz fel és eltereli a barlangőr útját. Így Dodóé maradhat a kincs.
Sam palotájából megszökik a mesélő, és szidja a szolgát, amiért a zárban hagyta a kulcsot. Egy új mesemondóra van szüksége. Tapsi Hapsi éppen arra jár, és egy vadonatúj mesekönyvet mutat be nekik. Sam megfogadja az új mesemondónak, és követeli, addig meséljen mesét a fiának, amíg ő meg nem unja a mesét, az abba-dabbai koronaherceg. Elmeséli Tapsi Hapsi a Jancsi és az óriásbab mesét, és már máris unja a mesélést. Sam kényszeríti meséljen tovább vagy belemártja a forróolajba. Így Tapsi Hapsi folytatja a mesélést. Elmeséli a Jancsi és Juliska meséjét. Ezután is így gondolja, ennyi mese elég mára. A koronaherceg kiabálni kezd, ezért gyorsan folytatja Tapsi Hapsi a mesélést. Elmeséli a három kismacska történetét. Mesélés közben sétálni kezd, Sam megkéri rá mesélés közben ne legyes sétafikálás. Elmeséli az aranyhajú lány történetét is. Látja Sam, hogy már egészen jól folytatja a mesélést. Elmeséli a Piroska és a farkas mesét is.
Dodó összegyűjtötte a kincseit, és a végén rátalál Aladdin csodalámpájára is. Megdörzsöli egy ronggyal, és előjön a csodalámpa szelleme. Kívánság helyett megszentségteleníti a lámpaszellemét, és ezért a szellem bosszút áll Dodón. Dodó ijedtében elmenekül a barlangból, és az összes kincset is ott hagyja.
Tapsi Hapsi egy kávészünetet akar tartani mesélés közben. Sam úgy gondolja, hogy a nyulaknak nem jár kávészünet, és semmilyen szünet sem, amíg léteznek, de ad neki öt percet ,és figyelmezteti, hogy addig meg ne próbáljon megszökni. Tapsi Hapsi ellop egy repülőszőnyeget a palotából, és kirepül az ablakon, de Sam utána repül, és megakadályozza a szökést. A koronaherceg ezért többet nem enged kávészünetet. Elmeséli Galaphagos meséjét is. A koronaherceg Tapsi Hapsitól már majdnem csak macskáról szóló mesét látott, de látja a legutóbbi macskánál nevetségesebbet még nem látott. Tapsi Hapsi kicsúfolja a koronaherceget, és ezért el akarja látni Tapsi Hapsi baját. De ígéri ha nem kiabál, akkor elmond még egy jó mesét neki. Elmeséli az éneklő béka történetét is.
Dodó sétál a sivatagban, és vízre vágyik. Megpillant egy szép tiszta vizű tavat, és odarohan. Inni akar a tóból, és feltűnik részéről, hogy csak egy délibáb volt az.
A koronaherceg kéri Tapsi Hapsitól folytassa a mesét, mert unatkozik. De Tapsi Hapsi már megunta a mesélést, és elmegy a palotából, a könyvét pedig tűzre teszi. Azt hazudja Samnek, hogy a forró olaj csak jót tesz a nyúlbőrre, és nem bánja. Viszont azt kéri egy sötét lyukra, hogy abba ne dobják bele, mert nagyon sötét és mély. Nem jönnek rá az átverésre, és beledobják. Gyorsan elás a föld alatt. Kibújik egy helyen ,és találkozik Dodóval. Dodó látja, hogy tényleg itt van Tapsi Hapsi, és nem délibáb. Érdeklődik a nagy palotára, hogy az is valódi-e? Tapsi Hapsitól megtudja, és oda szalad egy mesekönyvvel. Tapsi Hapsi figyelmeztetni akarja, de nem hallgat az okos szóra. Sam új mesemondónak akarja befogni Dodót, és kéri meséljen addig a fiának, amíg a koronaherceg meg nem unja a mesét. De ha nem csinálja meg, akkor kitépi az összes tollát. Dodó nem akar mesélni, ezért kitépik egyenként a tollait, és elmenekül. Így a koronahercegnek kell találnia magának valami elfoglaltságot, hogy ne unatkozzon, mivel jelenleg nincsen mesemondójuk. Tapsi Hapsi látja, aki nem hallgat az okos szóra, akkor a saját kárán tanul. Dodó bőrét égeti a nap, és kér Tapsi Hapsitól egy kis napolajat. Sétálnak a sivatagban, aztán elindulnak haza felé.

## Szereplők
| Szereplő                 | Szereplő          | Magyar hang               | Magyar hang               | Leírás                                                                    |
| Magyar név               | Eredeti név       | 1. magyar szinkron (1992) | 2. magyar szinkron (2006) | Leírás                                                                    |
| ------------------------ | ----------------- | ------------------------- | ------------------------- | ------------------------------------------------------------------------- |
| Tapsi Hapsi              | Bugs Bunny        | Bor Zoltán                | Bor Zoltán                | Az okos szürke nyúl a Magas Mesék egyik alkalmazottja.                    |
| Dodó kacsa               | Daffy Duck        | Perlaki István            | Balázs Péter              | Az ügyes fekete kacsa a Magas Mesék másik alkalmazottja.                  |
| Rissz-Rossz Sam          | Yosemite Sam      | Hankó Attila              | Besenczi Árpád            | A vörös bajuszos szultán.                                                 |
| Szilveszter              | Sylvester         | Hankó Attila              | Koroknay Géza             | A szemtelen fekete macska a két mesében.                                  |
| Csőrike                  | Tweety            | Bor Zoltán                | Radó Denise               | A sárga kanári fiú a Piroska és a farkas című mesében.                    |
| Gézengúz                 | Sylvester Junior  | Bor Zoltán                | Lippai László             | A gézengúz kiscica a Három macska című mesében.                           |
| Speedy Gonzales          | Speedy Gonzales   | Bor Zoltán                | Lippai László             | A leggyorsabb mexikói egér.                                               |
| Cucu malac               | Porky Pig         | Csankó Zoltán             | Csankó Zoltán             | A tehetséges malac.                                                       |
| Elmer Fudd               | Elmer Fudd        | Csankó Zoltán             | Csankó Zoltán             | A fegyveres bőrfejű vadász.                                               |
| Abba-Dabbai Koronaherceg | Prince Abba-Dabba | Csankó Zoltán             | Seszták Szabolcs          | Az abadabai kis herceg Rissz-Rossz Sam fia.                               |
| Részeges gólya           | Stork             | Csankó Zoltán             | Csuha Lajos               | A kisbabát szállító gólya, aki a kis gorillát szállítja a gorilla párnak. |
| Janó                     | Hansel            | Csankó Zoltán             | Kossuth Gábor             | A fiútestvér a banya házában.                                             |
| Babfűszár óriás          | Beanstalk Giant   | Csankó Zoltán             | Szinovál Gyula            | A felhők fölötti országok óriása.                                         |
| Rodriguez                | Rodriguez         | Csankó Zoltán             | Forgács Gábor             | Speedy Gonzales unokafivére.                                              |
| Dzsinn                   | Genie             | Hankó Attila              | Forgács Gábor             | A lámpa szelleme a kincses barlangban.                                    |
| Hassan, a barlangőr      | Hassan            | Hankó Attila              | Faragó András             | A kincses barlang őre.                                                    |
| Gorilla mama             | Mother Gorilla    | Fazekas Zsuzsa            | Némedi Mari               | A gorilla mama.                                                           |
| Juliska                  | Gretel            | Fazekas Zsuzsa            | Szabó Gertrúd             | A lánytestvér a boszi házában.                                            |
| Szilveszter felesége     | Mrs. Sylvester    | Fazekas Zsuzsa            | Grúber Zita               | Szilveszter neje a Három macska című mesében.                             |
| Aranyhajú egér           | Goldimouse        | Fazekas Zsuzsa            | F. Nagy Erika             | A szőke lányegér a Három macska című mesében.                             |
| Piroska                  | Little Red        | Fazekas Zsuzsa            | F. Nagy Erika             | A piros ruhás kislány a Piroska és a farkas című mesében.                 |
| Öreg mesemondó           | Old Storyteller   | Perlaki István            | Bolla Róbert              | A herceg mesemondója.                                                     |
| Öreg szolga              | Old Servant       | Perlaki István            | Versényi László           | Sam szolgálja.                                                            |
| Ordas farkas             | Big Bad Wolf      | Perlaki István            | Várkonyi András           | A nagy ordasfarkas a Piroska és a farkas című mesében.                    |
| Nagyi                    | Granny            | Kassai Ilona              | Kassai Ilona              | Piroska nagymamája a Piroska és a farkas című mesében.                    |
| Boszi                    | Hazel             | Kassai Ilona              | Andresz Kati              | A gonosz boszorkány.                                                      |
| Elvis, a gorilla papa    | Elvis Gorilla     | saját hangján             | saját hangján             | A gorilla papa, aki utálja Tapsi Hapsit.                                  |
| Michigan, a béka         | Michigan J. Frog  | saját hangján             | saját hangján             | Az éneklő béka.                                                           |

## Összeállítások
A Bolondos dallamok részleteinek felhasználásával állították össze a filmhez.
- Cracked Quack
- Apes of Wrath
- Wise Quackers
- Ali Baba Bunny
- Tweety and the Beanstalk
- Bewitched Bunny
- Goldimouse and the Three Cats
- A Sheep in the Deep
- Red Riding Hoodwinked
- The Pied Piper of Guadalupe és Mexican Boarders
- One Froggy Evening
- Aqua Duck

## Televíziós megjelenések
Régi magyar szinkronnal az alábbi televíziókban vetítették le:
- HBO